# 四個謊言
《四個謊言》（日语：四つの嘘），為大石靜的日本小說，另外也有原作改編的同名電視劇。

## 概述
2004年7月到12月為止這半年間，在產經新聞上連載。
2008年，作者自己擔任編劇在朝日電視台系列上給電視劇化了。
書籍情報
- 單行本：2005年8月發行、幻冬舍刊、ISBN 4344010280
- 文庫版：2008年6月發行、幻冬舍文庫刊、ISBN 9784344411319

## 故事概要
昔日是私立女子高中的同班同學，詩文、滿希子、禰梨、美波4個人。
高中畢業後，多年沒見面的4個人，在紐約生活的美波，與前男友河野在渡船事故中死亡。因為那個新聞讓滿希子想到2人的不倫關係，留下的3個人的人生再次開始轉動。
描繪著充滿淫亂、狡猾、醜陋的女人們的生活的非常現實的故事。

## 登場人物
原詩文
從小時候開始就有著奇怪艷麗的姿色，釀成不可思議的氣氛和長相。很早熟，有著奔放的個性。高中時期，和班上的禰梨一起做輕浮的事。並把美波的男友河野橫刀奪愛，並計畫要結婚而懷孕了。
與丈夫夫離婚後，帶著獨生女・冬子，回娘家。與父親一起經營著書店「詩文堂」，她本人從以前開始也是很喜歡書的文學少女。
西尾滿希子
高中時期，她被以「佛具店的滿希子」來稱呼為“佛希”。有著模特兒誘惑的那樣美人的風格。與美波從中國中開始，兩人的關係都很好，對於美波店戀愛對象被詩文給搶走而感到憤怒。
與丈夫・小武有兩個孩子，並一起過著平凡的生活。娘家是持續三代的佛具店，丈夫是入贅的。
灰谷禰梨
高中時期，希望以進入附近的附屬女子大學為志願而在努力中，並對唯一的希望能進入醫學大學學習。
之後工作是日夜生活忙碌的外科醫生。專業是腦外科。砧的關東第一醫院的勤務醫生。
戶倉美波
高中時期是稍微微胖的體型。弟弟的家庭教師河野告白，兩個人一起交往。但因為河野的事情衝動驅使，把這件事告訴了詩文，結果被詩文給奪走了。之後過著很悲傷的生活。後來的丈夫・雅之因為和河野的長相很相似，所以就結婚了。
舊姓・岩本。丈夫與獨生女・小彩一起在紐約・曼哈頓（電視劇是加拿大・溫哥華）生活，丈夫因為工作的關係週末以外不能回家。她就和前男友・河野一起搭渡船瞭望的地方，發生事故死了。
河野圭史
大學時期，擔任家庭教師時先是喜歡被教的孩子的姊姊，之後兩個人一起交往。並一起去詩文堂。並透過美波認識了詩文，然後與詩文很接近，變得很喜歡詩文。與詩文懷孕的時候結婚，但不久就離婚。
在倫敦日本大使館・参事官（電視劇是美國・西雅圖領事館工作）。外交官。與美波一起搭渡船。是美波的前男友，詩文的前夫。新聞最初速報他死亡，在那之外消息被封鎖。
河野的雙親
父親是外務省的非外交官，與妻子一起，希望兒子將來能成為一個成功的外交官。反對與詩文交往，再交付贍養費後打算斷絕與詩文往來。
西尾武
滿希子的丈夫。寺的三男，後成為入贅女婿。與滿希子相親結婚。
戶倉雅之
美波的丈夫。外表和河野長相相似。在紐約經營學校的住宿制的高中校長。平常在長島的高中生活，到週末時才回到曼哈頓的自己的家裡。
安城英兒
與詩文發生肉體關係的輕量級拳擊手。28歲。平常是沉量級和中量級並行體型。不過卻堅持要輕量級，在比賽之前要激烈的減重。在比賽結束前終止禁慾生活，在比賽結束後才和詩文一起坐著激情的事。
原冬子
詩文與河野的女兒。言行和詩文很相似。
西尾由香里
滿希子與小武的女兒。
戶倉彩
美波與雅之的女兒。和雙親分離，一個人在日本生活，不過在男友被冬子奪走後，回到紐約的母親身邊。
大森基
W大學法語科3年級。興趣是做家庭教師，是由香里和冬子的家庭教師。不過其實是強暴婦女的慣犯。

## 電視劇
2008年7月10日起至同年9月4日，由永作博美主演的朝日電視台系列的朝日電視台週四晚間九點連續劇，播出時間於每週星期六21:00 - 21:54（JST）播出的日本電視劇。第一回播出延長至22:09為止。
永作是在這部大石靜劇本的作品裡第2次演出。大石對於永作的大河劇「功名十字路」的演技映像深刻，在那之後與她想見時以「下次的作品來演個氣氛神秘的角色」，因此對她提出了本作品。

### 登場人物
- 原詩文：永作博美、高中時期：入來茉里

故事中四個女主角之一。41歲。與前夫河野離婚，帶著獨生女回娘家「詩文堂」住，不過由於風韻猶存的她，看不出已經41歲了。她也是與拳擊手安城英兒發生肉體關係的對象。
由於被他看上男人，都會被他給吸引住，被滿希子說她是魔性女情婦那種體質類型的女人，後來和治療父親的牙科醫生交往。
- 西尾滿希子：寺島忍、高中時期：石田未來

故事中四個女主角之一。41歲。在高中時期擔任班長，但現在卻是個普通的家庭主婦。曾經有夢想當新聞主播，不過因為父親生病時，讓她不得的放棄夢想，而繼承家裡的「佛具店」，被稱為「佛希」。
與美波從國中時期就認識，對於美波的死，認為詩文要負起很大的責任。她為了正在發育的兒子請了家庭教師大森來，結果被大森的甜言蜜語所吸引，讓她在之後差點被大森給強暴。
- 安城英兒：勝地涼

與詩文發生肉體關係的同居人。28歲。每次都由詩文在背後默默支持他，但在他比賽受傷後被詩文拋棄，讓他非常痛苦。在那之後與治療他的主治醫生禰梨發生關係。
為了想繼續成為拳擊手，而前往巴拿馬，但是後來打了兩場就引退，並在當地教導孩子們學拳擊。
- 西尾武：渡邊一惠

滿希子的入贅丈夫，原是寺廟的三男，看起來是安分守己老實的那類型的人。但其實他有個外遇的情婦・君子，後被滿希子發現差點被離婚。
- 西尾由香里：夏未愛蓮娜

滿希子與小武的長女，小明的姊姊。16歲。在學校的功課很好，對於詩文的女兒冬子，常以「魔女」來稱呼她。
原本有意和弟弟小明的家庭教師大森交往，但被拒絕。放學後和班上同學到女僕咖啡廳打工賺錢，後被滿希子發現，不過卻滿不在乎，還是繼續的做。
- 西尾明：井之脇海

滿希子與小武的長男，由香里的弟弟。由於想上很好的高中，要求滿希子給他請個家庭教師。結果找到一個東大生・大森，並和他相處得很好。
- 河野良子：野際陽子（特別演出）

圭史的母親，詩文的前婆婆，冬子的奶奶。從以前就不贊成圭史和詩文在一起。丈夫過世，後來兒子圭史也發生意外過世，在那之後還被其來的詩文要求撫養費，讓她差點被詩文氣死。
後來因為冬子是圭史的女兒，有著河野家血脈的關係，把冬子接來住，對於詩文把冬子給養大，還是有相當的認同。
- 原禮一郎：品川徹

詩文的父親，冬子的外公。由於上了年紀變的痴呆了，時常把冬子誤認為是詩文，連回家的路也忘了怎麼走。詩文最後不得不把他送到養護中心。
看到良子時以為圭史會和詩文舊情復合，希望治療他的牙醫師・澤田能夠和詩文在一起。
- 原冬子：松山愛里

詩文與圭史的女兒。17歲。在班上功課很好，被旁人稱呼為「魔性女」。時常與母親詩文還有外公禮一郎住在一起。
後來母親詩文生活拮据，不得以詩文只好把她給託付給她的奶奶良子，之後就在奶奶家生活，也很關心她的外公。
- 澤田：石黑賢（友情演出）

詩文父親禮一郎的牙科醫生。被詩文的行動所吸引，想和她結婚，可是後來他卻向詩文自行放棄。
- 戶倉雅之：二階堂智

美波現任的丈夫，小彩的父親。他與妻子美波和女兒一起住在溫哥華。但後來美波發生船難意外死亡，在找到美波的遺體後就很快把她給火化了。
在美波的遺物的記事本中，發現著美波可能在外有情夫的事情記載，有著他完全不知道美波的另一面。
- 戶倉彩：楢葉桃菜

美波與雅之的女兒。雖然對於母親的死很驚訝，不過卻很平靜。
- 岩本夫婦：

美波的父母親，也是小彩的外公外婆，對於女兒美波的死非常的傷心。
- 坂元弘樹：進藤學

世田谷第一醫院的實習醫生。
- 福山：長谷川博己

世田谷第一醫院的實習醫生。喜歡禰梨，是個時常寄恐嚇信和入侵禰梨的家的跟蹤狂。原與宮部交往，後來分手。
- 井上：奥田崇

世田谷第一醫院的實習醫生。
- 宮部：伊藤由美

世田谷第一醫院的實習醫生。於與福山交往，後轉為與井上交往。
- 大森基：崎本大海

滿希子透過關係找到的家庭教師。由於他稱讚滿希子的好，讓滿希子很高興。實際上是強暴婦女的慣犯。
一直欺騙滿希子說他和朋友（林、河合、佐藤）在經營投資事業，騙了滿希子高達將近1000萬左右的錢，最後還企圖要強暴前往搭救滿希子的詩文。
- 院長：大林丈史

本來很看好禰梨能成為大學的醫生而提議選舉，但後來禰梨與英兒在一起的醜聞被發現之後，就幫禰梨終止了選舉。
- 妙子：山口美也子

詩文工作的汽車旅館的大嬸，對於詩文的工作很勤快，很看好。
- 桑野君子：星野真里

小武的情婦，曾有過一次婚姻，在之後被滿希子發現後不肯低頭認錯，而她自己也不能容忍別人有情婦，不然就會失控的拿菜刀攻擊人。
之後為了怕被抓姦，所以換了住的地方，繼續成為小武的情婦。
- 河野圭史：仲村亨（友情客串）

詩文的前夫。大學時擔任家庭教師時喜歡上詩文，但後來和詩文離婚。之後與美波舊情復合，在與美波搭渡船時發生意外雙雙死亡。
- 戶倉美波：羽田美智子（也擔任旁白）、高中時期：下垣真香(9nine)

故事中四個女主角之一。41歲。是圭史的前女友，小彩的母親。在圭史與詩文離婚後，兩個人舊情復燃，與圭史搭渡船時發生意外雙雙死亡。
- 灰谷禰梨：高島禮子、高中時期：河合優

故事中四個女主角之一。41歲。是個生活忙碌的外科醫生，從來沒有過滿足的性生活。但後來成為拳擊手安城英兒的主治醫生，因為關注他，並與他發生性行為。
但因為和英兒醜聞的事情，讓她沒辦法競選大學的醫生。在英兒離開日本後，她決定辭職要自立門戶做開業醫生。
- 黑人：

在滿希子到溫哥華搭公車要到美波的家裡路上，在車裡遇到的男性黑人。會說日語。他幫助了因為公車搖晃而不小心坐到他腿上的滿希子。

### 副標題
| 各話                                                       | 播出日期      | 日本副標題                     | 中文副標題                   | 收視率 |
| ---------------------------------------------------------- | ------------- | ------------------------------ | ---------------------------- | ------ |
| 第1話                                                      | 2008年7月10日 | 41歳〜隣の女には負けられない!! | 41歲～不能輸給隔壁的女人！！ | 11.8%  |
| 第2話                                                      | 2008年7月17日 | 41歳…命をかけた不倫の恋        | 41歲···生命中的不倫戀情      | 10.6%  |
| 第3話                                                      | 2008年7月24日 | 魔性の女と年下の男             | 魔性女與小男人               | 8.3%   |
| 第4話                                                      | 2008年7月31日 | 女41歳おひとりさまの真実       | 女人41歲單身的真相           | 8.1%   |
| 第5話                                                      | 2008年8月7日  | 衝撃の夜～火花散らして         | 衝擊的夜晚～煙火消散         | 9.2%   |
| 第6話                                                      | 2008年8月14日 | 家庭内スキャンダル!!           | 家庭中的醜聞！！             | 10.8%  |
| 第7話                                                      | 2008年8月21日 | 危険な女ともだち               | 危險的女性朋友               | 7.0%   |
| 第8話                                                      | 2008年8月28日 | そして嘘は暴かれ始める         | 然後謊言開始被揭穿           | 8.7%   |
| 最終話                                                     | 2008年9月4日  | アラフォー最後の同窓会         | 40歲左右最後的同學會         | 9.6%   |
| 平均收視率9.4%（收視率來自關東地區對Video Research的調查） |               |                                |                              |        |

還有，在福井播出的8月30日被播出第8話（朝日電視台系列滿網路局是8月28日播出），原本的播出時段「24小時電視」的播出優先，通常是同日夜間9點播出，而後續的「權藏 傳說的刑警（這個通常也是在同日夜間10時）」與2時段1套的7小時半往前與同日午後1點30分播出。

### 音樂
- 主題歌：谷村奈南「If I'm not the one」
- 插入歌：麻丘惠「我的男友是左撇子」（第2、4、8話）
- 插入歌：石川小百合「越過天城」（第3話）
- 插入歌：小泉今日子「學園天國」（第7話）

### 延遲網路局
- KNB北日本放送
- BSS山陰放送 - 2008年10月21日―25日的BSS午後特別時段予定播出
- RKC高知放送
- TV Japan - 2009年7月10日―9月11日

## 節目的變遷
| 朝日電視台 周日劇場                    | 朝日電視台 周日劇場                  | 朝日電視台 周日劇場 |
| -------------------------------------- | ------------------------------------ | ------------------- |
|                                        | 四個謊言 （2008.07.10 - 2008.09.04） |                     |
| 七人女律師2 （2008.4.10 - 2008.06.19） | 小兒救命 (2008.10.16 - 2008.12.18）  |                     |

| 緯來日本台 週一至週五 21:00至22:00     | 緯來日本台 週一至週五 21:00至22:00     | 緯來日本台 週一至週五 21:00至22:00 |
| -------------------------------------- | -------------------------------------- | ---------------------------------- |
|                                        | 說謊的女人 （2011.10.17 - 2011.10.27） |                                    |
| 新參者警察 （2011.10.03 - 2011.10.14） | 今晚我單身 (2011.10.28 - 2011.11.10）  |                                    |

## 外部連結
- テレビ朝日：「四つの嘘」公式サイト[永久]
- 臺灣緯來日本台官方網站 （页面存档备份，存于）（繁體中文）

## 腳註·出處
1. ↑  2008年8月号「日経エンタテインメント!」内『テレビ証券推薦女優インタビュー』より